# De magistro
De magistro ist ein im Jahr 388 bzw. wenig später entstandener Text des Kirchenlehrers Augustinus. Der fiktive Dialog mit seinem kurz davor verstorbenen Sohn Adeodatus behandelt sprachphilosophische Themen. Die beiden Dialogpartner setzen sich über den Wert oder Unwert sprachlicher Zeichen im Hinblick auf  Belehrung und Erkenntnisförderung beim Adressaten auseinander.

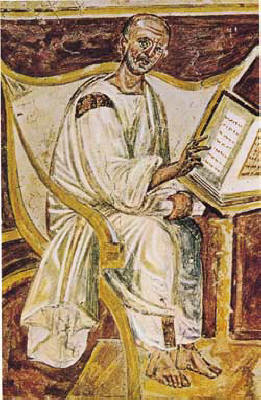
Augustinus von Hippo auch Augustin Thagaste

## Sinn und Zweck des Dialogs
„Vorgeplänkel“ nennt Augustinus seinem Sohn Adeodatus gegenüber das, womit sie sich beide in der ersten Hälfte der gemeinsamen Erörterung beschäftigen, und fügt erklärend hinzu: „aber es geschieht nicht zum Vergnügen, sondern einzig und allein dazu, die Sehkraft unseres geistigen Auges zu trainieren und zu schärfen“.
Diese von Augustinus selbst getroffene Bewertung des Dialogs bestimmt den Weg und das Ziel, auf dem und zu dem hin sich in vielen einzelnen Schritten das Gespräch über die Bedeutung des Sprechens weiterentwickelt, nicht ohne Abstecher in die Umgebung und Betrachtungen des bereits zurückgelegten Weges bzw. Erreichten. Ein sinnvolles Ganzes ergibt sich in der Zusammenschau der einzelnen Schritte. Dieses Ganze gleicht dann aber nicht einem System, in dem den einzelnen Teilen ganz bestimmte Plätze und Aufgaben zugewiesen werden, die sich mit anderen Teilen ergänzend zu einer lückenlosen Einheit zusammenfügen, wie wir das von theoretischen Systemen philosophischen Denkens gewohnt sind. Dieses Ganze ist eher vergleichbar mit der archäologischen Ausgrabungsstätte, beispielsweise eines Palastes, die entsprechend den Bemühungen der Ausgräber nach und nach ihre einzelnen Teile freigibt, um so schrittweise ein Ganzes zu werden, wohl mit der Erkenntnis, dass durch Nicht-Ausgegrabenes oder nur teilweise Freigelegtes noch Lücken vorhanden sind, aber dennoch der wesentliche Zusammenhang und die Gestalt des Ganzen eine immer deutlichere Form annimmt. Dieses Ganze ist wohl in seiner ganzen Komplexheit nie vollständig umfassend und detailliert systematisch darstellbar, genauso wenig wie es möglich ist, das exakte Abbild eines Küstenverlaufes zu zeichnen.
Augustinus stellt deshalb kein System vor, sondern er will den Leser und seinen Gesprächspartner, indem er ihn die Wege führt, die er selbst denkend schon beschritten hat, an seinem Denken teilhaben lassen und herausfinden, ob ein anderer zu ähnlichen Ergebnissen kommen kann wie er oder ob es da Dinge gibt, die er übersehen hat, was ihn dazu führen müsste, sein Urteil zu revidieren. Vergleichbar einem erfahrenen Bergführer, der einen noch wenig erfahrenen Bergkameraden zielstrebig und umsichtig zu einem lang ersehnten Gipfel führt, nimmt Augustinus deshalb in diesem fiktiven Dialog seinen begabten und wissensdurstigen Sohn Adeodatus mit auf den Weg. Augustinus führt ihn durch Fragen sichernd voran, wobei sein Begleiter an ihnen entlang wie am Seil des Bergführers gehend, möglichst gefahrlos, aber gestärkt durch viele neue Erfahrungen ans erhoffte Ziel gebracht werden soll.
Nicht von ungefähr führt der Weg des Dialogs durch philologisches Gelände. Augustinus, ein geschulter Rhetor, kennt die Bedeutung des gesprochenen und geschriebenen Wortes. Als langjährigem Lehrer ist ihm die Sprache ein vertrautes Handwerkszeug, dessen vernünftiger Gebrauch ohne ein sorgfältiges und gewissenhaftes Bedenken ihres Sinnes und Zweckes nicht gelingt. Um den Wert der Sprache, ihre grammatischen, aber vor allem ihre geistigen Regeln, nach denen sie gebraucht wird, zu erkennen, wird manch scheinbarer Umweg gegangen, manche Frage erörtert und bedacht, ohne die man sich sonst kein umfassendes Bild dieses Instrumentariums machen kann. Dabei dient das gemeinsame Weiterschreiten von Vater und Sohn, von Lehrer und Schüler, als Einladung an den Leser, es Adeodatus gleichzutun und sich dieser geistigen Seilschaft anzuschließen, um den durch Frage und Antwort hin- und herlaufenden Gedankengang selbst zu prüfen und so sich von der Sache entweder überzeugen zu lassen oder diese durch die Sache selbst zu widerlegen.

## Inhalt

### Über den Zeichencharakter der Sprache (1,1–8,21)

#### Über den Zweck des Sprechens und die Notwendigkeit des Gebrauchs von Zeichen (1,1–4,7)
Mit der Frage „Was wollen wir bewirken, wenn wir sprechen?“ beginnt das Gespräch mitten in der Sache. Nachdem Vater und Sohn sich darauf verständigt haben, dass das Sprechen entweder der Belehrung bzw. der Erinnerung anderer oder der eigenen Erinnerung dient, während Wörter dem Erinnerungsvermögen Signale geben, die jeweils durch sie bezeichnete Sache ins Licht des Bewusstseins zu stellen, gibt Augustinus Adeodatus eine schulmeisterliche Aufgabe.
Anhand eines Satzes soll Adeodatus die jeweiligen Sachen, die die Wörter dieses Satzes bezeichnen, aufweisen. Da ihm dieses nicht gelingt und er so selber entdeckt hat, dass man über Sachen eben nur mit Hilfe von Wörtern sprechen kann, stellen sie Folgendes einvernehmlich fest: Es sei zwar möglich, bestimmte Wörter durch andere Wörter bzw. Gebärden und Mimik zu erklären und damit auch die Sache zu erhellen, es dürfte aber zumindest sehr schwierig, wenn nicht unmöglich sein, ohne Wörter oder andere Zeichen (Gesten, Mimik) eine Sache darzustellen. Dennoch wird eingeräumt, dass es Tätigkeiten (z. B. das Gehen) gebe, die man mit, aber auch ohne jede Art von Zeichen vorführen könne, ein Punkt, der später noch einmal aufgegriffen wird und in detaillierter Weise eine Revision  erfährt.

#### Verständigung über bestimmte Wortbedeutungen und Fallstricke der Grammatik (4,8–5,14)
Vater und Sohn verständigen sich in ihrem Dialog auf die Bedeutung und den Gebrauch bestimmter Wörter. Geschriebene Wörter sind Zeichen für gesprochene Wörter; Namen sind Zeichen; das, was durch Zeichen bezeichnet wird, wird mit dem Begriff „Bezeichenbares“ benannt; das gesprochene Wort ist ein hörbares Zeichen für das hörbare Zeichen Name. Der grammatikalische Unterschied zwischen Wort und Name bestehe darin, dass alle artikulierten Zeichen zwar Wörter sind, jedoch nicht alle diese Wörter Namen. Diese grammatikalische Unterscheidung wird als philosophisch wertlos aufgefasst. (4,8–9)
Der unterschiedlich große grammatikalische Geltungsbereich sei verwirrend. Für den Fall, dass ein Wort ein Name ist, gilt: dieser Name ist auch ein Wort. Was aber bezeichnen Wörter, die grammatikalisch keine Namen sein sollen? Es hatte sich doch einleitend gezeigt, dass auch Verben und Präpositionen etwas bezeichnen. Eigentlich müsse man davon ausgehen können, dass alle Wörter Namen sind. Denn vermutlich sei es so, dass jedes Wort (Schallereignis) den Gehörsinn reize, während der Name (Zeichen) das Gedächtnis des Menschen anrege, sich an das Bezeichnete zu erinnern. Dies sei wohl bei allen Wörtern so, fährt Augustinus fort. Er könne zeigen, dass im Grunde alle Wörter immer Namen seien. Der skeptische Adeodatus will dem nur zustimmen, wenn sein Vater ihm dies vorführen kann. (4,10–5,13)
Am leichtesten gelingt dies Augustinus an Beispielen für die Verwendung der Wortarten Pronomina und Konjunktionen. Als Adeodatus nicht bereit ist, diese zugestandene Erweiterung auf alle Wortarten auszudehnen, verwendet Augustinus schließlich ein paulinisches Bibelzitat, um ihm zu verdeutlichen, dass selbst das Wörtchen „ja“ etwas bezeichnen und so als Name aufgefasst werden kann. Adeodatus stimmt nun im vollen Umfang zu und räumt ein, dass er sich vorstellen könne, dass das väterliche Urteil für jede Wortart zutreffe. (5,14)

#### Kleine Argumentationsübung (6,17–18)
Als Augustinus im Anschluss an dieses einvernehmliche Ergebnis seinen Sohn herausfordert, doch zu überlegen, wie man gegen jemanden argumentieren könne, der das Letztere deshalb anzweifle, weil Paulus – nach eigener Auskunft – ein sprachlicher Stümper gewesen sei, schlägt dieser vor, einen Fachmann zu Rate zu ziehen. Augustinus zeigt ihm dagegen auf, wie er ohne diese Fachleute solide Argumente finden könne. Zum einen auf Grund des Erarbeiteten im Bereich der Vergleichbarkeit und Übersetzbarkeit von Worten zwischen verschiedenen Sprachen, dann zum anderen für hartnäckig Autoritätsgläubige ein Zitat von Cicero als den Gewährsmann für sprachliche Fragen der römischen Welt, und schließlich ein überzeugendes Beispiel aus der Grammatik, um auch Adeodats Bedürfnis nach einer autorisierten philologischen Stimme zu befriedigen. (5,16)
Im folgenden Kapitel 6 behandelt Augustinus der Vollständigkeit halber die Frage: Ob auch alle Vokabeln Namen bzw. alle Namen Vokabeln seien. Einige lateinische Grammatiker machten damals einen Unterschied zwischen „nomina“ und „vocabula“. Mit nomina wurden „lebendige Dinge“ bezeichnet und mit vocabula „leblose Dinge“. Dieses Problem ist aber für Augustinus bereits gelöst, weil er ja mit seinem Begriff „nomen“ sowohl Lebendiges als auch Lebloses bezeichnet. (6,17–18)

#### Zusammenfassung des bisher Erarbeiteten (7,19–8,21)
Ganz in der Tradition antiken Schulunterrichtes, der, um Unterrichtsergebnisse festzuhalten, ohne Arbeitsblätter, Kopien, und elektronische Speicher auskommen musste, bittet Augustinus Adeodatus seinen eigenen „Speicher“ zu benutzen und das bisher Untersuchte zu memorieren. Dieser erntet mit seiner Darstellung väterliches Lob und gibt darüber hinaus einen Anknüpfungspunkt für die Fortsetzung des Gespräches, als ihn Augustinus bittet, mit ihm so wie schon bisher weiterhin auf verschlungenen Pfaden zu wandern, damit sie nachher umso sicherer ans begehrte Ziel, nämlich die Antwort auf die Frage nach der Erkenntnis des ewigen und glücklichen Lebens, kommen können.

### Über den Vorrang der Sache vor dem Wort und über einen verunsicherten Adeodatus (8,22–10,32)
Da Adeodatus eingewilligt hat, die väterlichen Denkwege wie bisher mitzugehen, erfolgt sogleich eine weitere Erprobung seiner geistigen Standfestigkeit in dem bisher Erworbenen. Durch eine scherzhafte Frage überprüft Augustinus, ob Adeodatus in der Lage ist, das erworbene Wissen über die Doppelfunktion des Zeichens Namen bzw. Wort, die ja nun beliebig zu verwenden sind, auch erkennend anzuwenden. Heutzutage würde man diesen Vorgang als Evaluation bezeichnen. Adeodatus verheddert sich in den ausgelegten Fallstricken, aber der Vater beruhigt ihn und erklärt ihm, dass nicht seine mangelnde Aufmerksamkeit die Ursache für diesen Lapsus sei, sondern die Kraft einer dem menschlichen Geiste innewohnenden Gesetzmäßigkeit. Diese innere geistige Gesetzeskraft, und dies ist das Ergebnis des ersten Teiles dieses Zwischenspiels, veranlasst jeden Menschen, zuerst auf das durch Worte Bezeichnete zu achten und nicht auf die Klanggestalt der Worte. Allerdings müsse man beides berücksichtigen, wenn man nach etwas gefragt werde, um von einem schalkhaften Fragesteller nicht lächerlich gemacht zu werden. (8,22–24)
Im Hinblick auf diese Gesetzmäßigkeit erhofft sich Augustinus nun die Zustimmung seines Sohnes, dass das Bezeichnete immer höher zu bewerten sei als das Zeichen. Als dieser mit dem Hinweis auf das drastische Beispiel „Kot“ nicht grundsätzlich zustimmen will, entspinnt sich ein weiterer Diskurs, in dessen Verlauf es ihnen gelingt, eine Bewertung nach anderen Kriterien als dem der oben festgestellten inneren Gesetzmäßigkeit zu erreichen. Augustinus bleibt dabei nicht an seinen eigenen Wörtern hängen, sondern hat Adeodats Fortschritt im Blick. Zu den beiden Aspekten Name und Sache werden auf Vorschlag Adeodats hin noch zwei weitere, nämlich Erkennen des Namens und Erkennen der Sache hinzugefügt und diese insgesamt vier Aspekte in ihrer Wertigkeit untereinander betrachtet. Am Beispiel von „Laster“ – eine Sache die ähnlich wie Kot nicht begehrenswert ist – wird einvernehmlich entdeckt, wie diese Aspekte in ihrer Wertigkeit zueinander einzuschätzen sind. Wie bei Kot ist in diesem Fall der Name der Sache vorzuziehen, die Erkenntnis der Sache aber ist der Sache selbst überlegen, weil es dem Glück des Menschen dient zu erkennen, was ihn unglücklich macht. Die Beantwortung der Frage, ob die Erkenntnis des Namens oder die Erkenntnis der Sache jeweils die überlegenere ist, wird vertagt, weil dies im Moment schwierig zu entscheiden sei, aber das erzielte Ergebnis zum Fortgang der gemeinsamen Untersuchung genüge. (9,25–28)
Als Augustinus noch einmal auf die Frage zurückkommt, ob man ohne Zeichen Tätigkeiten wie Gehen, Liegen, Sprechen und Belehren ohne Zeichen eindeutig und irrtumsfrei aufzeigen könne, revidiert Adeodatus seine frühere Einsicht, differenziert seine Einschätzung hinsichtlich bestimmter Tätigkeiten und nimmt schließlich, angeregt durch die Fragen seines Vaters, ganz davon Abstand. (10,29–30)
Als Augustinus ihn nach einer kurzen Rückschau auf die letzten Ergebnisse noch einmal bittet, ihm doch zu sagen, ob er den bisher gemeinsam erarbeiteten Ergebnissen wirklich zweifelsfrei zustimmen könne, verweigert sich Adeodatus. Schon dass der Vater ihn frage, lasse ihn vermuten, dass er etwas übersehen habe, und außerdem sei alles so unübersichtlich und verworren, dass er fürchte, weder mögliche Gegenargumente noch das Eigentliche überhaupt noch zu sehen. Augustinus jedoch beruhigt ihn und meint, das läge nur an dem Hin und Her des ganzen Gesprächsverlaufes. Er solle sich davon nicht so verunsichern lassen, um nicht auch noch das Offenkundigste in Zweifel zu ziehen. (10,31)
Denn, so lässt Augustinus ihn an einem überschaubaren Beispiel erkennen, es hänge eben auch von der Einsichtsfähigkeit dessen ab, der lernen wolle, ob etwas auch ohne Zeichen gelehrt werden könne, bzw. ob nicht jedes Detail einer zu lehrenden Sache durch entsprechende Zeichen abgedeckt sein müsse, um die Sache selbst zu erkennen. Und schließlich, so als habe sich dadurch der Blick wieder geweitet, stellen sie fest, es gebe doch eine Reihe von Sachen, die sich ohne Zeichen unzweifelhaft selbst zu erkennen geben: Sonne, Mond und Sterne zum Beispiel. (10,32)

### Zeichen lehren uns nichts (10,33–14,45)
Augustinus dreht jetzt den Spieß um: Ob denn Zeichen überhaupt etwas lehren können? Er argumentiert: Wenn ihm ein Zeichen gegeben wird und er nicht weiß, was es bezeichnet, könne ihn das Zeichen nichts lehren; wenn er es aber weiß, was lerne er dann durch das Zeichen? Anhand des für ihn fremden Wortes sarabarae macht er plausibel, dass ihm ein Wort nicht die Sache zeigt, die es bezeichnet. So wie mit Gesten ist es also auch bei Worten: Sie bezeichnen lediglich den Gegenstand, weisen auf ihn hin, aber die Sache selbst kann schließlich nur durch die Sache gelehrt werden. Genaugenommen können deshalb Wörter nicht als solche aufgefasst werden, solange die Sache nicht bekannt ist. (10,33–11,36).
Aus dem gleichen Grunde ist es deshalb falsch, davon auszugehen, dass der unbekannte Inhalt einer Geschichte, selbst wenn uns sämtliche Wörter der Erzählung bekannt sein sollten, als Wissen vermittelt werde. Wissen, so fährt Augustinus weiter fort, sei nach seiner Erfahrung immer nur geistig durch Betrachtung der erkannten Sache, sei sie sinnlicher oder geistiger Art, im inneren Licht der Wahrheit, nämlich dem Lehrer Jesus Christus, zu erwerben. Immer nur drei Möglichkeiten nämlich habe ein Zuhörer: Entweder dem Behaupteten zuzustimmen, weil er etwas selbst als wahr erkannt habe, oder es zu missbilligen, weil er auf Grund seines eigenen Wissens das Behauptete als falsch erkenne, oder – wenn er nicht Bescheid weiß – sich auf Glauben, Meinen, Zweifeln zu beschränken. (11,37–12,40)
Es gebe verschiedene Hinweise darauf, dass seine Einschätzung des Wertes der Worte richtig sei, meint Augustinus. Jeder mache die Erfahrung, dass Worte nicht zwangsläufig die Gedanken des Sprechers preisgeben. So könne z. B. jemand, ohne von einer Sache viel zu verstehen, durchaus Wahres sagen, so dass der Zuhörer, der etwas davon verstehe, die Sache selbst erkenne. Auch könnten wir beim Sprechen an etwas anderes denken, ohne dass der andere dies merkt. Wäre dies nicht so, könnten wir nicht belogen werden. Missverständnisse und vielfach lange Dispute seien oft nicht in einer unterschiedlichen Erkenntnis der Sache begründet, sondern in dem unterschiedlichen Gebrauch der Wörter angesiedelt, beruhten also letztlich auf der Unkenntnis der Gedanken des anderen. Und schließlich sei die Tätigkeit des Lehrers ein deutlicher Hinweis auf die Richtigkeit seiner Behauptung. Lehrer wollten ja mit Hilfe ihrer Wörter nicht auf ihre eigenen Gedanken, sondern auf die jedem zugänglichen Lerninhalte hinweisen, die der Schüler im inneren Licht der Wahrheit selbst nachprüfen müsse, um Wissen zu erwerben. (13,41–14,45)

### Schlussbemerkungen (14,46)
Damit sei er fürs Erste zu einem gewissen Ende gekommen, fährt Augustinus fort. Den ganzen Nutzen der Wörter zu erörtern sei an dieser Stelle nicht seine Absicht gewesen, ihm ginge es lediglich darum, den Wörtern nicht mehr Verdienst zuzuschreiben, als ihnen zukomme. (14,46)

## Ausgaben
- Augustinus: Der Lehrer – De Magistro. Lat./deutsch. Übers. u. hrsg. von Carl Johann Perl. Paderborn 1974, ISBN 3-506-70468-0.
- Augustinus: De magistro. Über den Lehrer. Lat./deutsch. Übers. u. hrsg. von B. Mojsisch. Stuttgart 1998, ISBN 3-15-002793-4.
- Augustinus: Opera · Werke: De magisto. Philosophische und antipagane Schriften: Der Lehrer.  Bd. 11. hg. von Therese Fuhrer. Paderborn 2002, ISBN 3-506-71021-4.